# لشکر ۳۱ عاشورا

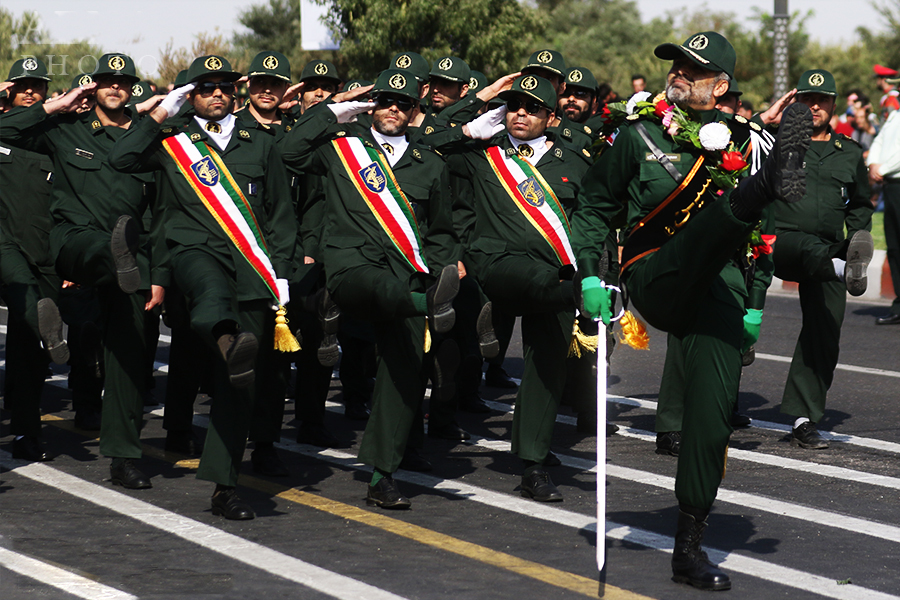
رژه نیروهای لشکر ۳۱ عاشورا در سالگرد جنگ ایران و عراق، سال ۱۳۹۶، تبریز

لشکر ۳۱ عاشورا لشکر پیاده نیروی زمینی سپاه پاسداران انقلاب اسلامی است، که ستاد فرماندهی آن در شهر تبریز مستقر می‌باشد. این یگان در خلال جنگ ایران و عراق تشکیل شد و نیروهای آن از استان‌های آذربایجان شرقی، آذربایجان غربی، زنجان و اردبیل تأمین می‌شد. هم‌اکنون سرتیپ‌دوم پاسدار علیرضا مدنی فرماندهی لشکر ۳۱ عاشورا را برعهده دارد.

## شکل‌گیری

مهدی باکری فرمانده لشکر ۳۱ عاشورا در زمان جنگ ایران-عراق

نزدیک به اجرای عملیات «طریق‌القدس» در جنگ ایران-عراق بود که با شرکتِ یک گروه از نیروهای واقع در آذربایجان، در مناطقی از استان خوزستان، یعنی شهرهای «بستان» و «سوسنگرد»، تیپ ۱ عاشورا به فرماندهی محمدعلی جعفری تشکیل گردید. قبل از اجرا شدنِ عملیات «محرم» و به صورت همزمان با گسترش یافتنِ «سازمان رزمِ سپاه پاسداران انقلاب اسلامی»، تیپ عاشورا به لشکر ۳۱ عاشورا ارتقا یافت و تا آخرِ هشت سال جنگِ ایران و عراق، در عملیات‌های متعددی شرکت نمود.

## عملیات

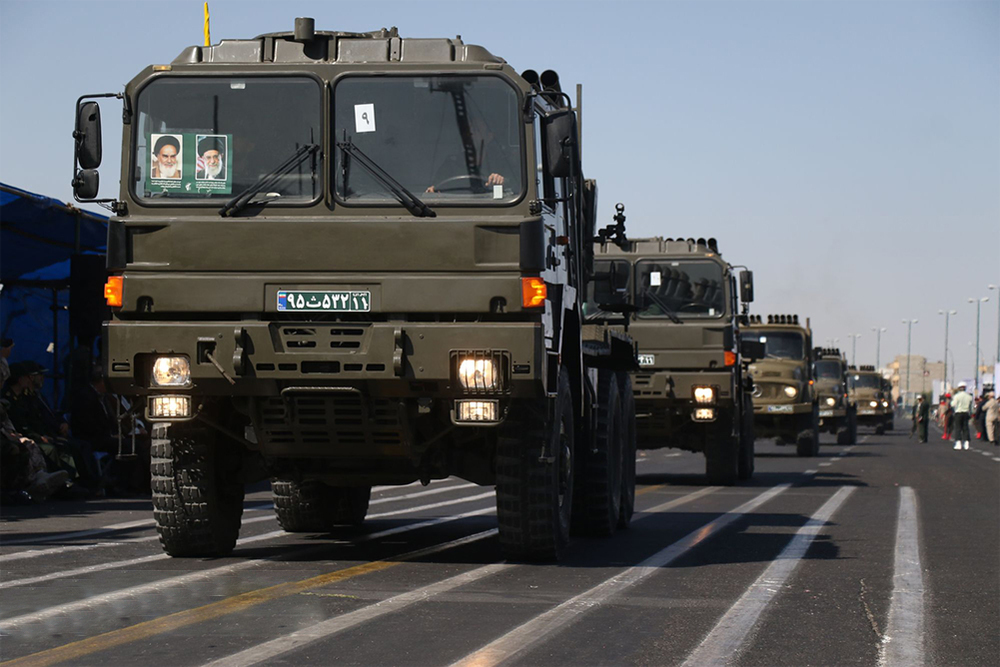
رژه ستون خودرویی لشکر ۳۱ عاشورا به‌مناسبت سالگرد جنگ ایران و عراق در سال ۱۳۹۸، تبریز

از جمله عملیات‌ها و مأموریت‌های مخصوصی که «لشکر ۳۱ عاشورا» در آنها حاضر بود، شامل: «جنگ در کردستان (پیش از آغاز جنگ ایران-عراق) همراه با پاک‌سازی شهرها و مناطق سقز، اشنویه، شاهین‌دژ، تکاب، بوکان، پیرانشهر، سردشت، دیوان دره»، «عملیات محاصره شهر سوسنگرد، واقع در جنوب سوسنگرد»، «عملیات هویزه، جنوب شهر هویزه»، «نبرد امام مهدی، واقع در غرب شهر سوسنگرد»، «عملیات طراح رمضان، حمیدیه»، «نبرد شهید مدنی، در موقعیت مکانیِ سوسنگرد» و «عملیات ثامن الائمه، شکست حصر سوسنگرد»، «عملیات امام مهدی و امام علی، در استان خوزستان»، «عملیات طریق القدس، در موقعیت شهر بستان»، «عملیات مطلع‌الفجر، سر پل ذهاب»، «عملیات محمد رسول‌الله (ص)، در موقعیت مکانیِ شهر نوسود»، «عملیات مولای متقیان، واقع در چذابه»، «عملیات فتح‌المبین، دزفول، شوش، رودخانه کرخه، جنوب خسروی»، «عملیات بیت‌المقدس و آزادسازی خرمشهر» بود.
دیگر عملیاتهایی که به لشکر ۳۱ عاشورا محول شده بود، شامل: «عملیات رمضان، در موقعیت جنوب شرقی شهربصره عراق»، «عملیات مسلم بن عقیل، در منطقه عمومی غرب، سومار و سلمان کشته»، «عملیات والفجر مقدماتی، فکه و چذابه»، والفجر۲ و والفجر۴ در مکان‌های فکه، دره شیلر و شمال مریوان»، «عملیات خیبر، هویزه، جزایر مجنون» و «عملیات بدر، در موقعیت مکانیِ شرق رود دجله در عراق»، اروند رود جنوب خرمشهر»، «نبرد کربلای ۵، شلمچه، شرق بصره»، «نبرد والفجر، فتح بزرگ آزادسازی شهر استراتژیک بصره در عراق»، «نبرد یا مهدی یا صاحب الزمان، بصره کارخانه نمک، جاده ام‌القصر و رأس البیشه»، «نبرد کربلای ۴، «نبرد کربلای ۸، شرق بصره»، «عملیات والفجر۱، «نبرد نصر ۷، منطقه عمومی غرب، سردشت»، «نبرد بیت‌المقدس ۲، منطقه عمومی غرب سلیمانیه عراق ماووت»، «نبرد مرصاد، منطقه عمومی غرب، پدافند متحرک جبهه کوشک، جبهه کوشک و منطقه صفر مرزی» و «پدافند متحرک جبهه بانه، کردستان بانه صفر مرزی» بود. مهدی باکری فرمانده لشکر ۳۱ در عملیات «بدر» جان خود را از دست داد و سپس «امین شریعتی» به فرماندهی این لشکر منصوب گردید.